# 鸡尾酒列表
雞尾酒是一種混合飲料，通常以蒸餾酒（如亞拉克、白蘭地、卡夏莎、琴酒、朗姆酒、龍舌蘭、伏特加或威士忌）作為基酒，然後與其他酒料或裝飾物混合。甜味酒，如葡萄酒或啤酒也可以作為基酒或添加物。舉例當啤酒作為其中一種成分時，該雞尾酒算做啤酒雞尾酒。
雞尾酒通常還包含一種或多種類型的果汁、水果、蜂蜜、牛奶或者鮮奶油、香料或其他調味料。雞尾酒的成分可能因調酒師而異，也可能因地區而異。兩種創作可能有相同或類似的名字，但由於飲料製作方式的不同而味道截然不同。雞尾酒的配方經常有變化，每年都有新的配方出現，如果新品種受到廣泛歡迎，就會保留下來，否則就要被淘汰，每個地方的調酒師都有自己拿手的配方品種，調酒師有時也經常向外地客人請教，以豐富自己的品種菜單。
本文按照飲料中含有的主要酒類類型（按容積）進行排列。被標記為「✪」的雞尾酒被國際調酒師協會指定為IBA官方雞尾酒之一，是全球最受歡迎的雞尾酒之一。

## 啤酒
以啤酒製成的調酒被歸類為啤酒雞尾酒。
- 黑與褐（Black and tan）
- 黑色天鵝絨（Black velvet）
- 鍋爐工（Boilermaker）
- 劊子手之血（Hangman's blood）
- 愛爾蘭汽車炸彈（Irish car bomb）
- 米切拉達（Michelada）
- Porchcrawler
- 英式牛奶甜酒（英语：Posset）
- 瑪麗皇后（Queen Mary）
- 清酒炸彈（Sake bomb）
- 仙地（Shandy）
- 蛇咬（Snakebite）
- U艇（U-boot）
- 華爾茲（Waltz）

## 白蘭地
- 脑洞大开（Blow my skull）
- 白蘭地亞歷山大
- 白蘭地曼哈頓（Brady Manhattan）
- 白蘭地沙瓦（Brady Sour）
- 卡瑞托咖啡
- 卡拉希略
- 芝加哥雞尾酒（Chicago cocktail）
- 庫拉索潘趣（Curaçao punch）
- Diki-Diki
- 東印度（East India）
- 四分（Four score）
- 法蘭西集團（French Connection）✪
- 軒洽塔（Hennchata）
- 德式砂鍋（Hoppel poppel）
- 馬頸✪
- 無敵浩克（Incredible Hulk）
- 傑克玫瑰（Jack Rose）
- 天堂（Paradise）✪
- 皮斯可沙瓦✪
- 波特菲麗普（Porto flip）✪
- 萨伏依亡者復甦（Savoy corpse reviver）
- 薩澤拉克（Sazerac）✪
- 邊車（Sidecar）
- 新加坡司令 （使用櫻桃白蘭地）✪
- 陽光與陰影（Sol y sombra）
- 毒刺（Stinger）✪
- 布倫亨宮（The Blenheim）
- 湯姆與傑利（Tom and Jerry）

## 卡夏莎
- 芭蒂達（Batida）
- 卡琵利亞✪
- 腰果朋友（Caju amigo）
- 美洲豹之乳（Leite de onça）
- Quentão
- 「雞尾」（Rabo-de-galo）

## 琴酒
- 二十世紀（20th century）
- 天使面孔✪
- 飛行
- 蜂之膝（Bee's knees）✪
- 寶石（Bijou）
- 黑刺李（Blackthorn）
- 血腥瑪格莉（Bloody Margaret）
- 藍色佳人（Blue Lady）
- 荊棘（Bramble）✪
- 早餐馬丁尼（Breakfast martini）
- 布朗克斯（英语：Bronx (cocktail)）
- 賭場（Casino）✪
- 迴廊（Cloister）
- 三葉草俱樂部✪
- 古柏鎮雞尾酒（Cooperstown cocktail）
- 亡者復甦二號（Corpse reviver #2）✪
- 該死的天氣（Damn the weather）
- 德比（Derby）✪
- 甜蜜生活（Dolce Vita）
- 毛毛鴨（Fluffy duck）
- 法式七五（French 75）✪
- 吉普森（Gibson）
- 琴蕾（英语：Gimlet (cocktail)）
- 琴通寧
- 琴費士✪
- 苦琴酒（Gin pahit）
- 琴沙瓦
- 灰狗（Greyhound）
- 翻雲覆雨（Hanky panky）✪
- 約翰可林斯✪
- 臨別一語（Last word）
- 萊姆瑞奇（Lime Rickey）
- 長島冰茶✪
- 洛林（Lorraine）
- 馬丁尼茲（Martinez）✪
- 馬丁尼✪
- 三巡馬丁尼午餐（Three-martini lunch）
- 猴腺（Monkey gland）✪
- 窈窕淑女（My Fair Lady）
- 尼格羅尼✪
- 老伊頓人（Old Etonian）
- 橙花（Orange blossom）
- 天堂（Paradise）✪
- 勃固俱樂部（Pegu Club）
- 皮姆之杯（Pimm's cup）
- 粉紅琴酒（Pink gin）
- 紅粉佳人
- 皇后區（Queens）
- 拉莫斯琴費士✪
- 皇室蒞臨（Royal arrival）
- 鹹狗（Salty dog）
- 黑莎利譚寶
- 新加坡司令✪
- 痛苦混蛋（Suffering bastard）✪
- 匠的飛行
- 湯姆可林斯
- 燕尾服（Tuxedo）✪
- 薇絲朋（Vesper）✪
- 白色佳人（White lady）✪
- 黑鎢（Wolfram）

## 蘭姆酒
- 古舟子詠（Ancient Mariner）
- 航空信（Airmail）
- 百加得雞尾酒（Bacardi cocktail）
- 梭子魚（Barracuda）✪
- 床笫之間（Between the sheets）✪
- 腦洞大開（Blow my skull）
- 藍色夏威夷（Blue Hawaii）
- 藍色夏威夷佬（Blue Hawaiian）
- 邦布（Bumbo）
- 開路者（Bushwacker）
- 卡琵利希瑪（Caipirissima）
- 眼鏡蛇毒牙（Cobra's fang）
- 可希多（Cojito）
- 克里奧爾尖叫（Creole scream）
- 古巴日落（Cuban sunset）
- 黛綺麗✪
- 月黑風高（Dark 'n' stormy）✪
- 大總統（El Presidente）
- 魚屋潘趣（Fish house punch）
- 火焰胡椒博士（Flaming Dr. Pepper）
- 火焰山（Flaming volcano）
- 毛毛小動物（Fluffy critter）
- 毛毛鴨（Fluffy duck）
- 格羅格
- 炮火（Gunfire）
- Hoppel poppel
- 颶風（Hurricane）
- 馬德拉斯（Madras）
- 熱奶油蘭姆（Hot buttered rum）
- 獵人茶（Jägertee）
- 長島冰茶✪
- 盧蒙巴（Lumumba）
- Macuá
- 邁泰✪
- 瑪麗·畢克馥（Mary Pickford）✪
- 莫希托✪
- 巴里海先生（Mr. Bali Hai）
- 止痛藥（Painkiller）
- 法利賽人（Pharisees）
- 鳳梨可樂達✪
- 殖民者潘趣（Planter's punch）✪
- 利佛諾潘趣（Ponce livornese）
- Q.B.酷樂（Q.B. Cooler）
- 皇家百慕達（Royal Bermuda）
- 自由古巴✪
- 蘭姆斯威澤（Rum swizzle）
- 痛苦混蛋偉克商人版（Suffering bastard Trader Vic's version）
- 蘇門達臘庫拉（Sumatra Kula）
- 測試飛行員（Test pilot）
- 小潘趣（Ti' punch）
- 湯姆與傑利（Tom and Jerry）
- Tschunk
- 黃鳥（Yellow bird）✪
- 殭屍（Zombie）

## 龍舌蘭
- 再見，你個混帳（Adios motherfucker）
- 巴坦加（Batanga）
- 血腥瑪麗亞（Bloody Maria）
- Cantarito
- 奇馬約雞尾酒（Chimayó cocktail）
- 死亡菲麗普（Death Flip）
- 哈林搶匪（Harlem mugger）
- 胡安可林斯（Juan Collins）
- 長島冰茶✪
- 瑪格麗特✪
- 鬥牛士（Matador）
- 墨西哥馬丁尼（Mexican martini）
- 白莫希托（Nojito/Mojito blanco）
- 帕洛瑪（Paloma）✪
- 桑格利塔（Sangrita）
- 龍舌蘭監獄（Tequila slammer）
- 龍舌蘭沙瓦
- 龍舌蘭日出✪
- 湯米的瑪格麗特（Tommy's margarita）✪
- 吸血鬼（Vampiro）

## 伏特加
- 蘋果馬丁尼（Appletini）
- 發光馬丁尼（Glowtini）
- 調情馬丁尼（Flirtini）
- 豔星馬丁尼（Pornstar martini）
- 伏特加馬丁尼（Vodka martini）
- 咖啡馬丁尼✪
- Astro pop
- 芭蒂達（Batida）（乃一變體，傳統上使用卡夏莎）
- 灣風（Bay breeze）
- 黑色俄羅斯✪
- 血腥瑪麗✪
- BLT雞尾酒
- 藍潟湖（英语：Blue Lagoon (cocktail)）
- 公牛子彈（Bull shot）
- 凱撒
- 卡琵羅斯卡（Caipiroska）
- 鱈魚角（Cape Cod）
- 奇奇（Chi-chi）/ 處女可樂達（Virgin colada）
- 哥倫比亞（Colombia）
- 柯夢波丹✪
- 髒莎利
- 伏特加琴蕾（Vodka gimlet）
- 教母（Godmother）
- 哈維撞牆
- 約翰·戴利（John Daly）
- 神風
- 肯辛頓路特調（Kensington Court special）
- 檸檬糖（Lemon drop）
- 對接（Link up）
- 長島冰茶✪
- 莫斯科騾子✪
- 橘色苔原（Orange tundra）
- 金髮美女（Platinum blonde）
- 紅色俄羅斯（Red Russian）
- 羅絲·甘迺迪（Rose Kennedy）
- 鹹狗（Salty dog）
- 螺絲起子
- 海風✪
- 性感海灘✪
- 靠牆又慢又舒服的搞（Sloe comfortable screw up against the wall）
- 龍舌蘭日出✪
- 狼爪（Vargtass）
- 薇絲朋（Vesper）✪
- 琴蕾（Gimlet）
- 伏特加麥考文（Vodka McGovern）
- 白色俄羅斯
- Woo Woo
- 瘋狗（Wściekły pies）
- 約什（Yorsh）

## 威士忌
- 阿爾岡昆（Algonquin）
- 琥珀之月
- 黑指甲（Black nail）
- 藍色火焰（Blue blazer）
- 巴比伯恩斯（Bobby Burns）
- 花花公子（Boulevardier）✪
- 波本枪骑兵（Bourbon lancer）
- 布魯克林（Brooklyn）
- 邱吉爾（Churchill）
- 法內爾（Farnell）
- 馬羽（Horsefeather）
- 愛爾蘭咖啡✪
- 威士忌可樂（Whiskey and Coke）
- 叢林汁（Jungle juice）
- 林區堡檸檬水（Lynchburg lemonade）
- 曼哈頓✪
- 薄荷茱莉普✪
- 密蘇里騾子（Missouri mule）
- 尼克森（Nixon）
- 古典✪
- 老友（Old pal）
- 羅伯洛伊（Rob Roy）
- 銹釘（Rusty nail）✪
- 薩澤拉克（Sazerac）✪
- 威士忌蘇打（Scotch and soda）
- 七七（7 and 7）
- 東方三博士（Three wise men）
- 多倫多（Toronto）
- 千里達沙瓦（Trinidad sour）
- 老廣場（Vieux Carré）✪
- 第八區（Ward 8）
- 威士忌沙瓦✪
- 威士忌麥克（Whisky Mac）

## 果酒

### 烈性葡萄酒
以下飲料按理而言屬於雞尾酒，因為烈性葡萄酒是蒸餾酒和葡萄酒的混合物。

#### 波特酒
- 厚臉皮維果（Cheeky Vimto）
- Portbuka

#### 雪利酒
- 阿多尼斯（Adonis）
- Rebujito（乾雪莉加汽水）
- 最新（Up to date）

### 葡萄酒

#### 葡萄酒變體
- 瓦倫西亞之水（Agua de Valencia）
- 黑色天鵝絨（Black velvet）
- 午後之死
- 調情馬丁尼（Flirtini）
- 威爾士王子（Prince of Wales）

#### 氣泡酒
- 塞維亞之水（Agua de Sevilla）
- 阿佩罗橙光（英语：Aperol spritz）[1]
- 貝里尼（Bellini）✪
- 雨果（Hugo）
- 羅西尼（Rossini）

#### 香檳
- 原子彈雞尾酒（Atomic cocktail）
- 黑色天鵝絨（Black velvet）
- 皇家香博（Chambord Royale）
- 香檳雞尾酒（Champagne cocktail）
- 法式七五（French 75）✪
- 皇家基爾（Kir royal）
- 含羞草（又名：霸克費士〔Buck's fizz〕）✪
- 牛血（Ochsenblut）

#### 紅酒

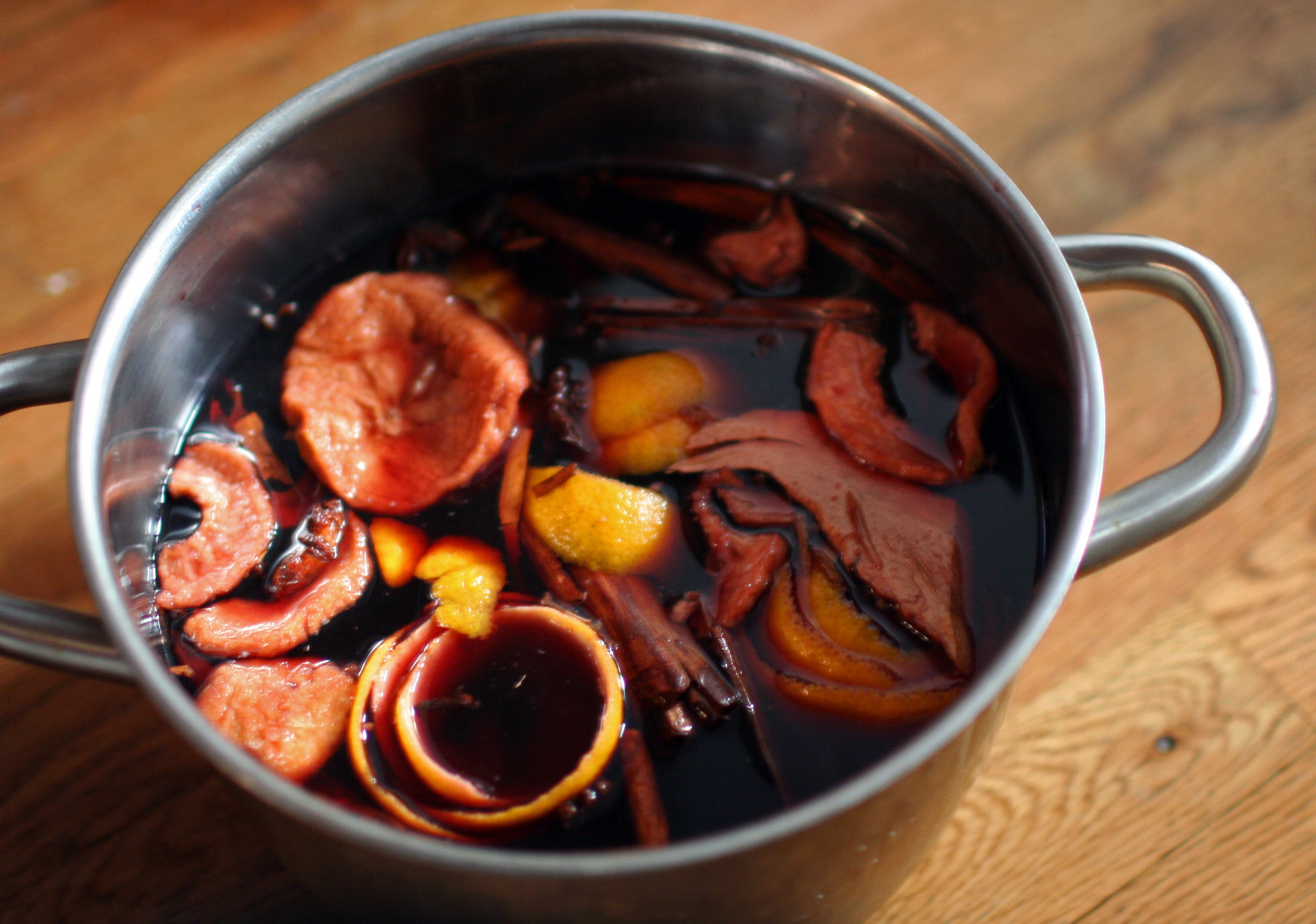
一鍋香料酒（Glögg）

- 紅酒可樂（Calimocho/Kalimotxo）
- 香料酒
- 桑格利亞
- 夏日紅酒（Tinto de verano）
- Zurracapote

#### 白酒
- 基爾✪
- 斯匹澤（Spritzer）

## 調味利口酒

### 巧克力利口酒
- 巧克力馬丁尼（Chocolate martini）

### 咖啡利口酒
- B-52轟炸機（B-52）以及相關的B-50系列雞尾酒
- 寶貝健力士（Baby Guinness）
- 黑色俄羅斯✪
- 咖啡馬丁尼✪
- 麋鹿奶（Moose milk）
- 高潮（Orgasm）
- 白色俄羅斯

### 奶油利口酒
含有鮮奶油的利口酒，具有奶昔般的味道
- B-52轟炸機（B-52）
- 寶貝健力士（Baby Guinness）
- 水泥攪拌機（Cement mixer）
- 愛爾蘭汽車炸彈（Irish car bomb）
- 燕麥餅乾（Oatmeal cookie）
- 高潮（Orgasm）
- 打快砲（Quick fuck）
- 滑溜的奶頭（Slippery nipple）
- 小跳羚（Springbokkie）

### Crème liqueur

#### 薄荷香甜酒
綠薄荷香甜酒
濃郁的綠色薄荷味利口酒
- 綠色蚱蜢（英语：Grasshopper (cocktail)）✪
- 薄荷芙萊蓓（Mint frappe）
- 小跳羚（Springbokkie）

白薄荷香甜酒
無色的薄荷味利口酒
- 啟示錄（Revelation）
- 毒刺（Stinger）

### 水果利口酒

#### 柳橙味
幾種橙味利口酒之一，如柑曼怡、triple sec或庫拉索
- 法式咖啡（French coffee）
- 黃金 Doublet（Golden doublet）
- 金色夢幻（Golden dream）
- 月球漫步（Moonwalk）
- 彩虹糖炸彈（Skittle bomb）

#### 其他水果口味
蜜多麗
清澈、亮綠色、甜瓜味的利口酒
- 日本拖鞋（Japanese slipper）
- 龍舌蘭沙瓦（Tequila sour）

### 堅果味利口酒
杏仁味利口酒
- 阿拉巴馬監獄（Alabama slammer）
- 杏仁沙瓦（Amaretto sour）
- 藍莓茶（Blueberry tea）
- 法蘭西集團（French Connection）
- 教父（Godfather）
- 教母（Godmother）
- 高潮（Orgasm）

### 瑞典Punsch利口酒
- 回力鏢（Boomerang）
- Diki-diki
- 醫生（Doctor）
- 馬萊孔大道（Malecon）

### 其他利口酒雞尾酒
- 回燃（Backdraft）—珊布卡
- 共同市場（Common market）
- 野格炸彈（Jägerbomb）—野格利口酒
- 雪球（Snowball）—蛋黃酒

## 較少見的基酒

### 苦艾酒
- 亡者復甦（Corpse reviver）
- 菊花（Chrysanthemum）
- 午後之死
- 薩澤拉克（Sazerac）

### 梅斯卡
- 非法（Illegal）
- 一脫成名（Naked and famous）

### 烏佐酒
- 烏茲尼（Ouzini）

### 苦精
- 美國佬
- 檸檬萊姆苦精
- 芙內可樂（Fernet con coca）✪

### 清酒
- 清酒炸彈（Sake bomb）
- 卵酒（Tamagozake）

### 科恩酒
- Schneemaß

### 皮斯可
- 燈籠果沙瓦（Aguaymanto sour）
- 茉莉沙瓦（Jazmin sour）
- 芒果沙瓦（Mango sour）
- 皮斯可沙瓦✪

### 法國茴香酒
- 摩爾人（Mauresque）
- 鸚鵡（Perroquet）
- 魯魯（Rourou）

### Schnapps
- 蘋果馬丁尼（Appletini）
- 禁果（Fuzzy navel）
- 北極熊（Polar bear）
- 紅毛蕩婦（Redheaded slut）
- 胡蘿蔔蛋糕（Carrot cake）

## 其他
- Jello shot
- Karsk
- 胡桃鉗（Nutcracker）
- Tamango

## 雞尾酒的傳統分類
- 酷伯樂 – 傳統的長飲，其特點是玻璃杯 3⁄4 裝滿碎冰或刨冰，在中心形成一個錐形，頂部飾以水果片。
- 可林斯 – 傳統的長飲，在盛放的同一個玻璃杯中加冰攪拌，並用蘇打水稀釋。例：湯姆可林斯
- 庫斯塔 – 特點是玻璃杯上有糖邊、烈酒（以白蘭地最常見）、黑櫻桃利口酒、芳香苦精、檸檬汁、庫拉索酒，並飾以大片檸檬皮。
- 戴茲 – 傳統的長飲，由基礎烈酒、柑橘汁、糖和其他調味劑組成，通常是利口酒或紅石榴糖漿。白蘭地戴茲是最常見的一種戴茲雞尾酒，其他有諸如威士忌戴茲、波本戴茲、琴戴茲、朗姆戴茲、檸檬戴茲（無酒精變體）、葡萄牙戴茲（波特酒加白蘭地）、伏特加戴茲和香檳戴茲。瑪格麗特和邊車都是戴茲的變體；兩者都是基於最簡單的雞尾酒公式（基酒、柑橘汁加利口酒）調製而成，並以 Triple sec 調味；前者使用龍舌蘭做為基酒搭配萊姆汁，後者則使用白蘭地配檸檬汁。[2]
- 蛋奶酒 — 一种基于乳制品的甜味饮料，传统上由牛奶、奶油、糖、蛋黄和蛋白霜制成。通常会加入诸如白兰地、朗姆酒或波旁威士忌等烈酒。
- 菲克斯 — 與酷伯樂相近的傳統長飲，但差別在於其在雪克杯中混合並且加入碎冰。
- 菲麗普 – 傳統的長飲，特點是加入糖和蛋黃。
- 茱莉普 – 基酒、糖加冰薄荷。 最常見的是薄荷茱莉普。其他變種包括琴茱莉普、威士忌茱莉普、鳳梨茱莉普和喬治亞薄荷茱莉普。
- 水割 – 日本流行的長飲，將威士忌或日式燒酎以水稀釋。
- 尼加斯 – 葡萄酒（通常是波特酒），與熱水、柳橙或檸檬、香料和糖混合。
- 潘趣 – 種類繁多的飲料，通常含有水果或果汁。
- 瑞奇 – 通常由杜松子酒或波本威士忌、萊姆和蘇打水製成的高球酒。
- 沙瓦 – 由基酒、檸檬或萊姆汁和甜味劑組成的混合飲料。
- 司令 – 傳統的長飲，通過在杯中以冰塊攪拌原料，然後加入果汁或蘇打水製成

## 外部連結
國際調酒師協會（页面存档备份，存于）
1. ↑  . Aperol.   [2023-09-30] （中文（中国大陆））.
2. ↑  Wondrich, David. . Liquor.com. 5 May 2010  [30 June 2011]. （原始内容存档于23 March 2012）.